# 사이토 켄 (만화가)
사이토 겐(일본어: 斎藤 사이토 겐[*]、12월 2일 태어남) 은 일본의 만화가이다. 나가노현 지쿠마시에서 태어났다.
2004년에 "LaLa DX"1월호（하쿠센샤）에 《달빛 스파이스(月光スパイス)》를 실으며 데뷔하였다. 2007년 현재 〈LaLa DX〉에서 《꽃의 이름(花の名前)》을 연재중이다.

## 작품 리스트
- 꽃의 이름(花の名前)（2004년-、LaLa DX、하쿠센샤）- 1-3권
- with!!（2006년-, LaLa、하쿠센샤）- 1-2권